# What's in Your Head?
What's in Your Head? è il sesto album in studio del gruppo musicale britannico Diamond Head, pubblicato il 30 luglio 2007 dalla Cargo Records.
Si tratta dell'ultimo album registrato dal gruppo insieme al cantante Nick Tart, il quale ha abbandonato il gruppo nel 2014.

## Tracce
1. Skin on Skin – 4:07
2. I Feel No Pain – 4:50
3. This Planet and Me – 4:56
4. Reign Supreme – 4:58
5. Killing Me – 6:29
6. Tonight – 3:30
7. Pray for Me – 4:24
8. What's in Your Head – 4:12
9. Nothing to Lose – 4:31
10. Calling Out – 3:47
11. Victim – 3:57

## Formazione
- Nick Tart – voce
- Brian Tatler – chitarra
- Andy Abberley – chitarra
- Eddie Moohan – basso
- Karl Wilcox – batteria